# Monuments culturels du district de Kolubara
Cet article recense les monuments culturels du district de Kolubara en Serbie.

## Liste
| ID      | Monument | Adresse                                                                  | Municipalité              | Datation                                                                      | Photo |
| ------- | --- | ------------------------------------------------------------------------ | ------------------------- | ----------------------------------------------------------------------------- | ----- |
| SK 247  | Église Saint-Dimitri de Markova Crkva | 44° 19′ 39″ N, 20° 05′ 17″ E                                             | Lajkovac (Markova Crkva)  | XVe siècle ; 1827                                                             |       |
| SK 252  | Église de la Présentation-de-la-Mère-de-Dieu-au-Temple de Dokmir (Monastère de Dokmir)                                                                    | 44° 24′ 03″ N, 19° 56′ 51″ E                                             | Ub (Dokmir)               | Seconde moitié du XIVe siècle                                                 |       |
| SK 253  | Maison natale de Živojin Mišić | 44° 11′ 44″ N, 20° 06′ 03″ E                                             | Mionica (Struganik)       | XIXe siècle                                                                   |       |
| SK 254  | Forteresse de Velimir à Ključ | 44° 13′ 54″ N, 20° 03′ 04″ E                                             | Mionica (Ključ)           | XVe siècle                                                                    |       |
| SK 256  | Tour Nenadović | 44° 16′ 42″ N, 19° 53′ 07″ E                                             | Valjevo                   | 1813 -1836                                                                    |       |
| SK 262  | Monastère de la Présentation-de-la-Mère-de-Dieu-au-Temple (Slavkovica)                                                                                    | 44° 10′ 05″ N, 20° 14′ 55″ E                                             | Ljig (Slavkovica)         | XIIIe siècle ou début du XIVe siècle ; en ruines                              |       |
| SK 264  | Église de la Nativité-de-Saint-Jean-Baptiste de Jovanja (monastère de Jovanja)                                                                            | 44° 12′ 18″ N, 19° 43′ 13″ E                                             | Valjevo (Jovanja)         | Seconde moitié du XVIe siècle                                                 |       |
| SK 265  | Monastère de Bogovađa | 44° 19′ 33″ N, 20° 11′ 35″ E                                             | Lajkovac (Bogovađa)       | À partir du XVe siècle                                                        |       |
| SK 347  | Maison commémorative à Robaje | 44° 13′ 19″ N, 19° 58′ 35″ E                                             | Mionica (Robaje)          |                                                                               |       |
| SK 351  | Église de l'Ascension de Mionica | Vojvode Mišića 44° 15′ 09″ N, 20° 05′ 06″ E                              | Mionica                   | 1856                                                                          |       |
| SK 352  | Église Saint-Nicolas de Krčmar | 44° 09′ 35″ N, 20° 00′ 51″ E                                             | Mionica (Krčmar)          | 1793                                                                          |       |
| SK 362  | Monastère de Ćelije | 44° 14′ 06″ N, 19° 52′ 02″ E                                             | Valjevo (Lelić)           | À partir du XIIIe siècle                                                      |       |
| SK 441  | Propriété de Tešman Soldatović à Bastav | 44° 21′ 28″ N, 19° 31′ 19″ E                                             | Osečina (Bastav)          | Début du XIXe siècle                                                          |       |
| SK 446  | Vajat de Ljuba Nenadović à Brankovina | 44° 21′ 10″ N, 19° 53′ 35″ E                                             | Valjevo (Brankovina)      | Avant 1826                                                                    |       |
| SK 449  | Monument aux combattants de la Révolution à Valjevo | 44° 15′ 50″ N, 19° 52′ 50″ E                                             | Valjevo                   | 1960                                                                          |       |
| SK 450  | Cimetière commémoratif de Krušik | 44° 16′ 56″ N, 19° 53′ 25″ E                                             | Valjevo                   | 1967                                                                          |       |
| SK 451  | Monastère de Pustinja | 44° 12′ 14″ N, 19° 41′ 37″ E                                             | Valjevo (Poćuta)          | XIIIe siècle-XVIIe siècle                                                     |       |
| SK 582  | Église des Saints-Archanges de Brankovina | 44° 21′ 10″ N, 19° 53′ 41″ E                                             | Valjevo (Brankovina)      | 1830                                                                          |       |
| SK 583  | Maison de Milan Jovanović à Valjevo | Vuka Karadžića 40 44° 16′ 15″ N, 19° 53′ 10″ E                           | Valjevo                   | 1924                                                                          |       |
| SK 585  | Han Kovač à Valjevo | 44° 16′ 05″ N, 19° 52′ 52″ E                                             | Valjevo                   | Avant 1879                                                                    |       |
| SK 587  | Église en bois Saint-Georges de Miličinica | 44° 26′ 27″ N, 19° 41′ 25″ E                                             | Valjevo (Miličinica)      | 1791-1792                                                                     |       |
| SK 588  | Vieille école à Brankovina | 44° 21′ 10″ N, 19° 53′ 33″ E                                             | Valjevo (Brankovina)      | 1833                                                                          |       |
| SK 602  | Vieille église de l'Ascension d'Osečina | 44° 22′ 35″ N, 19° 36′ 09″ E                                             | Osečina                   | Début du XVIIIe siècle                                                        |       |
| SK 603  | Konak du müsellim à Valjevo | 44° 16′ 10″ N, 19° 53′ 05″ E                                             | Valjevo                   | Fin du XVIIIe siècle                                                          |       |
| SK 607  | Église en bois de l'Ascension de Skadar | 44° 16′ 20″ N, 19° 33′ 00″ E                                             | Osečina (Skadar)          | 1720                                                                          |       |
| SK 734  | Maison natale de Radivoje Jovanović | 44° 12′ 58″ N, 19° 54′ 58″ E                                             | Valjevo (Zarube)          | Fin du XIXe siècle                                                            |       |
| SK 742  | Maison de la famille Dudić à Klinci | 44° 14′ 58″ N, 19° 57′ 11″ E                                             | Valjevo (Klinci)          | Début du XXe siècle                                                           |       |
| SK 876  | Bâtiment du Musée national de Valjevo | Čika Ljubina 3 44° 16′ 10″ N, 19° 53′ 26″ E                              | Valjevo                   | 1869                                                                          |       |
| SK 877  | Bâtiment du Tribunal de district à Valjevo | Karađorđeva 48 44° 16′ 15″ N, 19° 53′ 04″ E                              | Valjevo                   | 1906                                                                          |       |
| SK 878  | Bâtiment du Tribunal municipal à Valjevo | Karađorđeva 50 44° 16′ 15″ N, 19° 53′ 06″ E                              | Valjevo                   | 1906                                                                          |       |
| SK 879  | Bâtiment du lycée de Valjevo | Vuka Karadžića 23 44° 16′ 11″ N, 19° 53′ 10″ E                           | Valjevo                   | 1906                                                                          |       |
| SK 880  | Bâtiment situé 27 rue Vojvode Mišića à Valjevo | Vojvode Mišića 27 44° 16′ 16″ N, 19° 53′ 02″ E                           | Valjevo                   | Milieu du XIXe siècle                                                         |       |
| SK 881  | Bâtiment de la Caisse d'épargne à Valjevo | Vojvode Mišića 21 44° 16′ 13″ N, 19° 53′ 03″ E                           | Valjevo                   | 1906                                                                          |       |
| SK 882  | Bâtiment situé 39 rue Karađorđeva à Valjevo | Karađorđeva 39 44° 16′ 15″ N, 19° 52′ 56″ E                              | Valjevo                   | 1905                                                                          |       |
| SK 883  | Bâtiment situé 41 rue Karađorđeva à Valjevo | Karađorđeva 41 44° 16′ 15″ N, 19° 52′ 57″ E                              | Valjevo                   | 1885                                                                          |       |
| SK 884  | Bâtiment situé 118-120 rue Karađorđeva à Valjevo | Karađorđeva 118-120 44° 16′ 17″ N, 19° 53′ 37″ E                         | Valjevo                   | 1906                                                                          |       |
| SK 885  | Bâtiment du Vieil hôpital à Valjevo | Pop Lukina 26 44° 16′ 15″ N, 19° 52′ 55″ E                               | Valjevo                   | 1907                                                                          |       |
| SK 886  | Église du Linceul-de-la-Mère-de-Dieu de Valjevo | Angle des rues Dr Pantića et Vojvode Mišića 44° 16′ 19″ N, 19° 53′ 04″ E | Valjevo                   | 1836-1856                                                                     |       |
| SK 887  | Konak du prince Jovan Simić Bobovac à Valjevo | Birčaninova 55 44° 16′ 03″ N, 19° 52′ 44″ E                              | Valjevo                   | Début du {{s-[XIX}}                                                           |       |
| SK 888  | Moulin sur la rivière Gradac à Valjevo |                                                                          | Valjevo                   | Fin du XVIIIe siècle ou début du XIXe siècle                                  |       |
| SK 889  | Église de la Translation-des-Reliques-de-Saint-Nicolas de Stepanje (avec un stećak, une fontaine commémorative, l'école et la tombe de Vasilije Pavlović) | 44° 22′ 01″ N, 20° 03′ 38″ E                                             | Lajkovac (Stepanje)       | 1722-1794                                                                     |       |
| SK 959  | Église Saint-Élie de Ba | 44° 08′ 58″ N, 20° 11′ 18″ E                                             | Ljig (Ba)                 | Enetre 1402 et 1427                                                           |       |
| SK 960  | Vestiges de bâtiments de l'Antiquité tardive à Babina Luka                                                                                                | 44° 22′ 09″ N, 19° 59′ 02″ E                                             | Valjevo (Babina Luka)     | Fin du IIIe siècle et début du IVe siècle                                     |       |
| SK 961  | Église de la Translation-des-Reliques-de-Saint-Nicolas de Rabrovica                                                                                       | 44° 17′ 42″ N, 20° 02′ 21″ E                                             | Valjevo (Divci)           | 1857                                                                          |       |
| SK 962  | Moulin à Brgule | 44° 31′ 34″ N, 20° 14′ 04″ E                                             | Ub (Brgule)               | Fin du XVIIIe siècle ou début du XIXe siècle                                  |       |
| SK 963  | Maison Kovačević à Gornji Lajkovac | 44° 09′ 34″ N, 20° 04′ 24″ E                                             | Mionica (Gornji Lajkovac) | XIXe siècle                                                                   |       |
| SK 964  | Vieille école à Belanovica | 44° 14′ 54″ N, 20° 23′ 48″ E                                             | Ljig (Belanovica)         | 1864                                                                          |       |
| SK 965  | Vestiges d'une église médiévale et cimetières à Dići | 44° 12′ 00″ N, 20° 16′ 05″ E                                             | Ljig (Dići)               | Début du XIVe siècle                                                          |       |
| SK 966  | Ambar de Ljubica Todorović à Tupanci | 44° 16′ 16″ N, 19° 45′ 17″ E                                             | Valjevo (Tupanci)         |                                                                               |       |
| SK 1064 | Propriété du prince Jovica Milutinović à Sanković | 44° 15′ 20″ N, 20° 03′ 14″ E                                             | Mionica (Sanković)        | Première moitié du XIXe siècle                                                |       |
| SK 1065 | Centrale hydroélectrique sur la rivière Gradac à Degurić                                                                                                  | 44° 14′ 23″ N, 19° 53′ 02″ E                                             | Valjevo (Degurić)         | 1900                                                                          |       |
| SK 1473 | Église Saint-Michel de Tubravić | 44° 12′ 29″ N, 19° 43′ 28″ E                                             | Valjevo (Tubravić)        | XVe siècle ; XIXe siècle ; aujourd'hui engloutie dans un lac de barrage       |       |
| SK 1474 | Église de la Translation-des-Reliques-de-Saint-Nicolas de Pričević                                                                                        | 44° 16′ 43″ N, 19° 45′ 50″ E                                             | Valjevo (Pričević)        | Première moitié du XIXe siècle                                                |       |
| SK 1476 | Église de l'Ascension de Pambukovica | 44° 26′ 03″ N, 19° 54′ 29″ E                                             | Ub (Pambukovica)          | 1871                                                                          |       |
| SK 1477 | Église de la Dormition-de-la-Mère-de-Dieu de Pecka (avec son ossuaire)                                                                                    | 44° 17′ 26″ N, 19° 32′ 19″ E                                             | Osečina (Pecka)           | 1934                                                                          |       |
| SK 1478 | Église de la Nativité-de-la-Mère-de-Dieu de Novaci | 44° 28′ 32″ N, 19° 55′ 22″ E                                             | Ub (Novaci)               | 1857                                                                          |       |
| SK 1545 | Église de l'Intercession-de-la-Mère-de-Dieu de Belanovica                                                                                                 | 44° 14′ 53″ N, 20° 23′ 55″ E                                             | Ljig (Belanovica)         | 1864                                                                          |       |
| SK 1547 | Maison Janković à Valjevo | Jovana Cvijića 15 44° 16′ 26″ N, 19° 55′ 06″ E                           | Valjevo                   | 1928-1929                                                                     |       |
| SK 1548 | Première pharmacie à Ljig | Vojvode Mišića 29 44° 13′ 20″ N, 20° 14′ 19″ E                           | Ljig                      | 1939                                                                          |       |
| SK 1598 | Église Saint-Pierre-et-Saint-Paul de Ribnica et vieille école à Paštrić                                                                                   | 44° 13′ 48″ N, 20° 05′ 59″ E                                             | Mionica (Paštrić)         | Église : XVe siècle ; 1909 (reconstruction totale) École : 1839 ; années 1880 |       |
| SK 1604 | Église en bois de l'Intercession-de-la-Mère-de-Dieu de Planinica                                                                                          | 44° 08′ 44″ N, 20° 07′ 13″ E                                             | Mionica (Planinica)       | Début du XIXe siècle                                                          |       |
| SK 1605 | Kafana Đidin à Murgaš | 44° 24′ 53″ N, 20° 04′ 38″ E                                             | Ub (Murgaš)               | XIXe siècle                                                                   |       |
| SK 1606 | Maison Radivojčić à Liplje | 44° 15′ 16″ N, 20° 18′ 34″ E                                             | Ljig (Liplje)             | Avant 1860                                                                    |       |
| SK 1607 | Maison Čitaković à Gornji Mušić | 44° 16′ 38″ N, 20° 08′ 37″ E                                             | Mionica (Gornji Mušić)    | Première moitié du XIXe siècle ; aujourd'hui disparue                         |       |
| SK 1608 | Maison Ilić à Nepričava | 44° 21′ 27″ N, 20° 06′ 18″ E                                             | Lajkovac (Nepričava)      | Début du XIXe siècle                                                          |       |
| SK 1609 | Maison Radojičić à Čučuge | 44° 25′ 30″ N, 19° 58′ 17″ E                                             | Ub (Čučuge)               | XIXe siècle                                                                   |       |
| SK 1610 | Maison Jovanović à Pepeljevac | 44° 20′ 23″ N, 20° 09′ 35″ E                                             | Lajkovac (Pepeljevac)     | Première moitié du XIXe siècle                                                |       |
| SK 1611 | Konak Đukić à Ratkovac | 44° 20′ 07″ N, 20° 05′ 58″ E                                             | Lajkovac (Ratkovac)       | Seconde moitié du XIXe siècle                                                 |       |
| SK 1612 | Maison Vasiljević à Valjevo | Vuka Karadžića 19 44° 16′ 11″ N, 19° 53′ 11″ E                           | Valjevo                   | 1902-1926                                                                     |       |
| SK 1668 | Maison de Milovan Andrić à Kalenić | 44° 30′ 37″ N, 20° 12′ 29″ E                                             | Ub (Kalenić)              | Fin du XIXe siècle                                                            |       |
| SK 1669 | Konak de Brena Mihajlović à Mali Borak | 44° 28′ 14″ N, 20° 13′ 40″ E                                             | Lajkovac (Mali Borak)     | 1887                                                                          |       |
| SK 1670 | Maison de Pantelija Mašić à Kalenić | 44° 30′ 37″ N, 20° 12′ 29″ E                                             | Ub (Kalenić)              | XIXe siècle                                                                   |       |
| SK 2027 | Bâtiment de la Maison de la culture de Valjevo | Čika Ljubina 5 44° 16′ 10″ N, 19° 53′ 13″ E                              | Valjevo                   | 1953-1960                                                                     |       |
| SK 2028 | Église de la Dormition-de-la-Mère-de-Dieu de Petnica | 44° 14′ 49″ N, 19° 55′ 47″ E                                             | Valjevo (Petnica)         | 1866                                                                          |       |
| SK 2029 | Villa Tucović à Valjevo | Pop Lukina 15 44° 16′ 18″ N, 19° 52′ 55″ E                               | Valjevo                   | 1927                                                                          |       |
| SK 2030 | Maison située 13 rue Pop Lukina à Valjevo | Pop Lukina 13 44° 16′ 15″ N, 19° 52′ 55″ E                               | Valjevo                   | 1927                                                                          |       |
| SK 2031 | Bâtiment de la vieille gare à Valjevo | Železnička 1 44° 16′ 26″ N, 19° 52′ 57″ E                                | Valjevo                   | 1908                                                                          |       |
| SK 2032 | Bâtiment de la Division de la Drina à Valjevo | Vojvode Mišića 55 44° 16′ 21″ N, 19° 53′ 02″ E                           | Valjevo                   | Début du XXe siècle                                                           |       |
| SK 2038 | Konak Marković à Ratkovac | 44° 20′ 07″ N, 20° 05′ 58″ E                                             | Lajkovac (Ratkovac)       | 1870                                                                          |       |
| SK 2039 | Konak Radić à Mali Borak | 44° 28′ 14″ N, 20° 13′ 40″ E                                             | Lajkovac (Mali Borak)     | Fin du XIXe siècle                                                            |       |
| SK 2148 | Église Saint-Georges de Ćelije (Monastère de Ćelije, près de Lajkovac)                                                                                    | 44° 21′ 15″ N, 20° 11′ 54″ E                                             | Lajkovac (Ćelije)         | Fondé au XIVe ou XVe siècle ; refondé au XXe siècle                           |       |
| SK 2196 | Maison de l'armée à Valjevo | Angle des rues Karađorđeva et Pop Lukina 44° 16′ 14″ N, 19° 52′ 55″ E    | Valjevo                   | 1928-1930                                                                     |       |
| SK 2238 | Bâtiment de la Banque nationale d'hypothèques à Valjevo                                                                                                   | Vuka Karadžića 2 44° 16′ 11″ N, 19° 53′ 11″ E                            | Valjevo                   | 1939                                                                          |       |